# Flosstradamus
Curt Cameruci (Chicago, Illinois, Estados Unidos) más conocido como Flosstradamus es un DJ y músico estadounidense. Desde 2007 hasta 2016, Flosstradamus consistió en Cameruci y Josh Young de Chicago. El dúo anunció que ambos perseguirían carreras en solitario, con Cameruci para continuar usando Flosstradamus como nombre artístico. Cameruci también se conoce como Autobot y Young también se conoce como J2K y YehMe2. Flosstradamus es conocido por ser uno de los primeros pioneros del género trap, popularizado por su remix del exitoso sencillo "Original Don" del Mayor Lazer.
ha trabajado junto a artistas como Kid Sister (hermana de Young), Diplo, Three 6 Mafia's Juicy J, The Cool Kids y A-Trak. Tocaron en muchos campus universitarios como Wellesley College, Drexel University (junto a Waka Flocka Flame), Northwestern University, Carnegie Mellon University (jugando junto a RJD2), Middlebury College, Columbia University y UC Riverside. También han aparecido en Late Night con Jimmy Fallon, y el programa de Nick Jr., Yo Gabba Gabba.

## Trayectoria
En abril de 2006, Flosstradamus, como dúo, se incluyó en el "Next 100" anual de URB. Además, durante el verano de 2007 se embarcaron en una gira internacional con Chromeo, llamada "Fancy Footwork Tour". Autobot también está activo en la comunidad de Serato Scratch Live haciendo que su muestra Flossy FX esté disponible en línea para las masas a través de su página de MySpace. 
En 2014, en SXSW Flosstradamus estableció una red WiFi de guerrilla titulada PLURNTNET para distribuir una nueva canción titulada "Hdygrlz Anthm". Utilizando las redes sociales, el dúo señaló a los fanáticos a PLURTNET a través de publicaciones geoetiquetadas en varios lugares de Austin. Los usuarios pueden iniciar sesión y descargar o transmitir la pista exclusiva.
¡El 29 de julio de 2016, lanzaron su sencillo 'Came Up' con FKi 1st, graves y presentando a Post Malone y Key! En diciembre de 2016, Young anunció que Flosstradamus se estaba separando y que seguirá una carrera en solitario.
El proyecto en solitario de Young pronto adoptó el nombre de YehMe2. Cameruci continuará con el nombre de Flosstradamus como un acto en solitario. En marzo de 2017 lanzó el sencillo "Back Again", que presentó a Waka Flocka Flame y Mayhem a través de Ultra Music. También se han asociado con Dillon Francis para formar el grupo de gira y presentación en vivo Dillstradamus.

## En la cultura popular
El músico colaboró con Hemper para crear su propia caja de accesorios para fumar, típicamente utilizada para consumir marihuana. Otros músicos como Ty Dolla $ ign, Fetty Wap y 2Chainz hicieron lo mismo junto con Flosstradramus.